# Laminacauda vicana
Laminacauda vicana é uma espécie de aranhas araneomorfas da família Linyphiidae.  Esta espécie foi descrita pela primeira vez em 1886, pelo biólogo Keyserling.